# 克伦普多夫
克伦普多夫（德語：Krempdorf）是德国石勒苏益格－荷尔斯泰因州的一个市镇。总面积5.64平方公里，总人口263人，其中男性131人，女性132人（2011年12月31日），人口密度47人/平方公里。